# Crumomyia hentscheli
Crumomyia hentscheli är en tvåvingeart som först beskrevs av Oswald Duda 1938.  Crumomyia hentscheli ingår i släktet Crumomyia och familjen hoppflugor. Inga underarter finns listade i Catalogue of Life.